# Talex Open
Talex Open – męski turniej tenisowy rozgrywany w Poznaniu na kortach ceglanych związku AZS Poznań. Impreza zaliczana jest do cyklu ITF Men's Circuit. Dyrektorem turnieju jest Jacek Muzolf. Pula nagród wynosi 25 000 dolarów amerykańskich.

## Mecze finałowe

### gra pojedyncza
| Rok  | Mistrz                    | Finalista               | Wynik            |
| 2024 | Daniel Michalski          | Michael Vrbenský        | 5:7, 6:4, 6:4    |
| 2023 | Lorenzo Joaquin Rodriguez | Georgii Kravchenko      | 4:6, 6:4, 6:1    |
| 2022 | Valerio Aboian            | Patrik Rikl             | 6:3,6:4          |
| 2021 | Roman Andreas Burruchaga  | Paweł Ciaś              | 5:7,6:3,6:2      |
| 2020 | Kacper Żuk                | Dimitar Kuzmanow        | 7:6(6), 6:1      |
| 2019 | Václav Šafránek           | Diego Hidalgo           | 6:3, 6:2         |
| 2018 | Dimityr Kuzmanow          | Gijs Brouwer            | 6:4, 6:1         |
| 2017 | Mats Moraing              | Zdeněk Kolář            | 7:6(5), 6:4      |
| 2016 | Sumit Nagal               | Daniel Masur            | 6:4, 1:6, 6:3    |
| 2015 | Axel Michon               | Marek Michalička        | 6:0, 7:6(6)      |
| 2014 | Michal Schmid             | Grzegorz Panfil         | 6:1, 3:6, 6:2    |
| 2013 | Kristijan Mesaroš         | Benjamin Balleret       | 6:4, 4:6, 6:1    |
| 2012 | Dušan Lojda               | Grzegorz Panfil         | 6:3, 2:6, 6:1    |
| 2011 | Javier Martí              | Peter Torebko           | 6:3, 6:4         |
| 2010 | Marcin Gawron             | Alexander Slabinsky     | 6:3, 6:4         |
| 2009 | Dušan Lojda               | David Savić             | 6:1, 4:6, 7:6(5) |
| 2008 | Dušan Lojda               | Hans Podlipnik-Castillo | 6:3, 6:1         |
| 2007 | Carlos Poch-Gradin        | Alessandro Accardo      | 6:4, 6:2         |
| 2006 | Jan Minář                 | Lukáš Rosol             | 6:4, 6:3         |
| 2005 | Robert Godlewski          | Felipe Parada           | 6:0, krecz       |
| 2004 | Maciej Dilaj              | David Novak             | 3:6, 6:3, 7:5    |
| 2003 | Kim Tiilikainen           | Michał Przysiężny       | 4:6, 6:1, 6:3    |
| 2002 | Robert Lindstedt          | Marcin Gołąb            | 7:5, 7:5         |
| 2001 | Mariusz Fyrstenberg       | Christian Grunes        | 6:2, 5:7, 6:3    |
| 2000 | Witalij Chwets            | Olivier Le Jeune        | 6:2, 5:7, 6:3    |

### gra podwójna
| Rok  | Mistrzowie                                 | Finaliści                               | Wynik             |
| 2024 | Szymon Kielan Filip Pieczonka              | Michael Vrbenský Jiří Barnat            | 6:3, 6:0          |
| 2023 | Piotr Matuszewski Kai Wehnelt              | Sander Jong Jesse Timmermans            | 3:6, 7:6(3), 10–4 |
| 2019 | Mateusz Kowalczyk Piotr Matuszewski        | Diego Hidalgo Pedro Sakamoto            | 6:3, 6:4          |
| 2018 | Tomasz Bednarek Szymon Walków              | Karol Drzewiecki Mateusz Kowalczyk      | 6:4, 6:3          |
| 2017 | Artem Smirnow Wołodymyr Ujałowski          | Michał Dembek Hubert Hurkacz            | 6:4. 6:2          |
| 2016 | Marcin Gawron Andriej Kapaś                | Adam Majchrowicz Szymon Walków          | 6:4, 7:5          |
| 2015 | Adam Majchrowicz Jan Zieliński             | Markus Eriksson Daniel Windahl          | 6:0, 5:7, 10–2    |
| 2014 | Roman Jebavý Adrian Sikora                 | Andriej Kapaś Błażej Koniusz            | 4:6, 6:3, 10–5    |
| 2013 | Romain Arneodo Benjamin Balleret           | Phillip Gresk Kamil Majchrzak           | 6:2, 6:4          |
| 2012 | Marcin Gawron Andriej Kapaś                | Tomasz Bednarek Mateusz Kowalczyk       | 6:7(3), 6:2, 10–7 |
| 2011 | Óscar Burrieza Javier Martí                | Adam Chadaj Andriej Kapaś               | 4:6, 6:3, 10–6    |
| 2010 | Bartosz Sawicki Maciej Smoła               | Rafal Gozdur Mateusz Szmigiel           | 4:6, 6:4, 10–5    |
| 2009 | Piotr Gadomski David Savić                 | Andriej Kapaś Błażej Koniusz            | 6:1, 6:4          |
| 2008 | Mateusz Szmigiel Mario Trnovsky            | Maciej Dilaj Marcin Gawron              | 6:4, 7:6(4)       |
| 2007 | David Novak Martin Vacek                   | Andrzej Grusiecki Wojciech Starakiewicz | 6:4, 7:6(4)       |
| 2006 | Aleksandr Krasnorucki Aleksandr Kudriawcew | Tomasz Bednarek Maciej Dilaj            | 2:6, 7:5, 6:1     |
| 2005 | Felipe Parada Benedikt Stronk              | Michał Domański Radosław Nijaki         | 7:6(0), 6:4       |
| 2004 | Filip Anioła Filip Urban                   | Tomasz Bednarek Bart Beks               | 6:1, 6:7(5), 6:3  |
| 2003 | Bart Beks Petr Dezort                      | Filip Anioła Tomasz Bednarek            | 7:6(7), 6:4       |
| 2002 | Marcin Gołąb Kamil Lewandowicz             | Julien Cassaigne Roko Karanušić         | 7:6(7), 6:4       |
| 2001 | Filip Anioła Krzysztof Kwinta              | Ralph Grambow Florian Kunth             | 6:3, 2:6, 6:3     |
| 2000 | Filip Anioła Mariusz Fyrstenberg           | Siergej Samoseiko Raimonds Sproga       | 4:6, 6:3, 6:1     |